# Mariene provincie Tropische Oostelijke Stille Oceaan
De Mariene provincie Tropische Oostelijke Stille Oceaan (43) (Engels: Tropical East Pacific marine province) is een biogeografische provincie en ligt in het oosten van de Grote Oceaan in het Marien rijk Tropische Oostelijke Stille Oceaan. De mariene provincie is vastgesteld door het World Wide Fund for Nature en The Nature Conservancy en is vernoemd naar de tropische wateren in het oosten van de Stille Oceaan.
In het noordwesten grenst het gebied aan de mariene provincie Warme Gematigde Noordoostelijke Stille Oceaan (11), in het zuidwesten aan de mariene provincie Galapagos (44) en in het zuiden aan de mariene provincie Warme Gematigde Zuidoostelijke Stille Oceaan (45).

## Geografie
De mariene provincie ligt voor de zuidwestkust van Mexico, Guatemala, El Salvador, Honduras, Nicaragua, Costa Rica, Panama, de westkust van Colombia, de kust van Ecuador en de noordwestelijke kust van Peru, evenals rond het Cocoseiland, de atol Clipperton en de Revillagigedo-eilanden.

## Biogeografie
Het gebied kent zeeleven dat houdt van tropische temperaturen.

## Mariene ecoregio's
Deze mariene provincie bestaat uit 8 mariene ecoregio's:
- Mariene ecoregio Revillagigedos (164)
- Mariene ecoregio Clipperton (165)
- Mariene ecoregio Mexicaanse Tropische Stille Oceaan (166)
- Mariene ecoregio Chiapas-Nicaragua (167)
- Mariene ecoregio Nicoya (168)
- Mariene ecoregio Cocoseilanden (169)
- Mariene ecoregio Golf van Panama (170)
- Mariene ecoregio Guayaquil (171)